# ノーサンプトン (マサチューセッツ州)
ノーサンプトン（英: Northampton）は、アメリカ合衆国マサチューセッツ州の都市。ハンプシャー郡の郡庁所在地である。人口は2万8549人（2010年）であり、2012年推計は2万8592人だった。ノーサンプトンはスプリングフィールドの北24キロメートルに位置しており、スプリングフィールド都市圏に含まれる。
ノーサンプトンの中には、フローレンスとリーズと呼ぶ外郭ビレッジが入っている。コネチカット川流域に属するパイオニア・バレーの中に位置し、コネチカット川バレーにあるその他の市や町と州を跨ぐ文化と経済の共同体を築いている知識回廊では北端にある都市の1つである。
今日のノーサンプトンは芸術、音楽、カウンターカルチャーの中心として知られている。多くの代替的健康医療や知的組織と共に、政治的にリベラルな大きな社会である。アメリカ合衆国国勢調査、選挙結果、その他の評価指標に基づき、ウェブサイトのエポダンク（ePodunk）がノーサンプトンをアメリカ合衆国で最も政治的にリベラルな中規模都市（人口25,000人-99,000人）に挙げている。

## 歴史

### 開拓初期
現在ノーサンプトンと呼ばれる地域は、かつて当初の住民であるポカムタック族インディアンからノーウォタックあるいはノノタックと呼ばれ、「川の真ん中」を意味していた。様々な証言に拠れば、初期開拓者の1人ジョン・キング（1629年-1703年）が名付けたか、あるいはキングの栄誉を称えて名付けられたと考えられている。キングはイングランドのノーザンプトンからマサチューセッツに渡って来たと考えられていたからである。
ポカムタック族連邦が、コネチカット川バレーの現在はバーモント州南部とニューハンプシャー州南部からコネチカット州北部を支配していた。ポカムタック族はアルゴンキン語族であり、昔から西のモヒカン族連邦と同盟していた。1606年までにモヒカン族とイロコイ連邦との間に打ち続いていた闘争のために、イロコイ連邦のモホーク族によってポカムタック族への直接攻撃が起こった。モヒカン族連邦が1628年までに敗北し、ポカムタック族は西の交易ルートへのアクセスを制限された。1630年代にハドソン川バレーにオランダ人交易業者が到着し、その20年前にはマサチューセッツ湾植民地にイングランド人開拓者が到着したことに続いて、大きな天然痘の流行が起きていた。現在のノーサンプトンの領域の大半を作り上げている土地が1653年にスプリングフィールドからの開拓者に売られたのは、こうした時代の流れにあったときであり、翌年には入植があった。地域の状態は、1655年以降、モホーク族がポカムタック族連邦他アルゴンキン語族に対する敵意を加速し、厄災に追い込まれていたアルゴンキン語族の多くを防衛のための合併に追いやっていた。このことはワンパノアグ族とマサチューセッツ湾植民地開拓者との関係を悪化させたのと時を同じくしており、アルゴンキン語族の幅広い同盟に繋がり、フィリップ王戦争に発展した。

### 分裂
ノーサンプトンは「相当土地」妥協の一部だった。その領域は当初の開拓地を超えて大きくされたが、後に別の都市、町など自治体に分けられて小さくなった。例えばサウサンプトン町は1775年に法人化され、現在のモンゴメリー町（1780年法人化）とイーストハンプトン市の領域の一部に含まれた。ウェストハンプトンは1778年に法人化され、1809年にはイーストハンプトンが法人化された。スミス・フェリーと呼ばれたノーサンプトンの一部は、イーストハンプトンの市境によって町の残りから一旦分離した。中心街への近道はコネチカット川オックスボウに近い道路であり、そこは度々水に浸かった。スミス・フェリーは1909年にホルヨーク市に譲渡された。

### 大覚醒
会衆派教会説教師、神学者かつ哲学者のジョナサン・エドワーズが、ノーサンプトンにおける1734年のキリスト教リバイバルの指導者だった。1734年冬とその後の春に、町の事業を脅かすほどの激しさになった。1735年春、この運動は低下し始め、その後反動が起きた。しかし再発は簡潔でありコネチカット川バレー中に広がり、その名声がイングランドやスコットランドまで届いていたノーサンプトンのリバイバルは、エドワーズの指導下に、1739年から1740年の第一次大覚醒に続いた。
このような広がりの中で、エドワーズは福音主義キリスト教設立者の1人と見なされている。エドワーズには「自然の働きが神によって精神的なものを示し表すために意図されたくまれたということは、神の表明啓示によって虹に関する特別な証拠である」という発言があるので、超越主義哲学の第一の霊感の一つを得た者と考えられている。

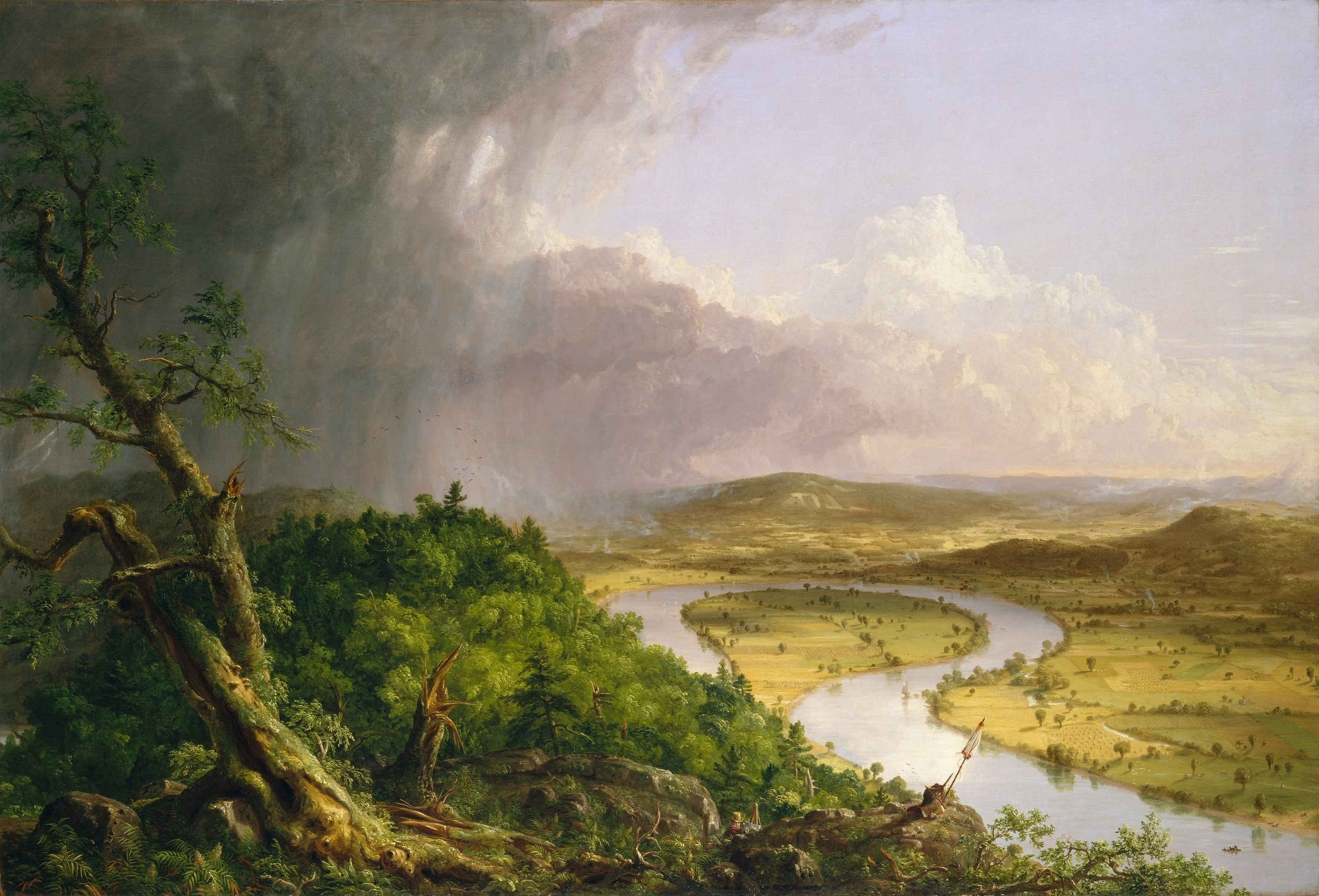
オックスボウ、1836年、トマス・コール画

ノーサンプトンでは1700年代に独自の魔女裁判を行っているが、魔女として処刑された者は居なかった。

### 独立戦争後
ノーサンプトン地域社会のメンバーが1787年のフィラデルフィア憲法制定会議に出席した。
1786年8月29日、ダニエル・シェイズと独立戦争退役兵の集団（自分たちをシェイサイツと呼んだ）が、シェイズの反乱と呼ばれる蜂起で、ノーサンプトンの裁判所機能を停止させた。
1805年、ノーサンプトンに15,000人の群衆が集まり、殺人罪で有罪となった2人のアイルランド人、ドミニク・デイリー34歳と、ジェイムズ・ハリガン27歳の処刑を見守った。この群衆は大半がイングランド人を先祖に持つニューイングランドのプロテスタントであり、焚き火を点けて反アイルランド、反カトリックの感情を憎悪をもって表した。デイリーとハリガンに対する裁判の証拠は僅かで、状況証拠であり、偏見に満ちていた。2人は1806年6月5日にパンケイク・プレーンで絞首刑にされた。遺体は埋葬を拒否され、地元畜殺場で解剖された。この裁判は「後に19世紀初期にニューイングランドで広がった反アイルランド感情を物語るものと見られるように」なった。デイリーとハリガンは1984年になってマイケル・デュカキス州知事から全ての罪状について無実を宣言された。今日、簡素な石の碑がデイリーとハリガンの処刑場所に建てられている。
1835年、ノーサンプトンはニューヘイブン・アンド・ノーサンプトン運河によって大西洋と繋がれたが、運河事業は失敗し、10年ほど後には同じルートに並行して走る鉄道に置き換えられた。1874年5月16日、ミル川が氾濫し、ノーサンプトンのリーズ地区のほぼ全部を破壊した。

### "アメリカの天国"
1842年から1846年まで、ノーサンプトンには超越主義哲学を報じる奴隷制度廃止運動家のユートピアがあった。ノーサンプトン教育産業協会と呼ばれ、全ての人々の権利は「性、肌の色あるいは状態、属する派あるいは宗教の区別なく平等」であるべきと考えた。桑の木を育て絹を生産することで自活した。元奴隷で平等と公正の国民的提唱者となったソジャーナ・トゥルースが、この町に住み、それが解消されるまで居た（後に1857年まではパーク通りの家に住んだ）。

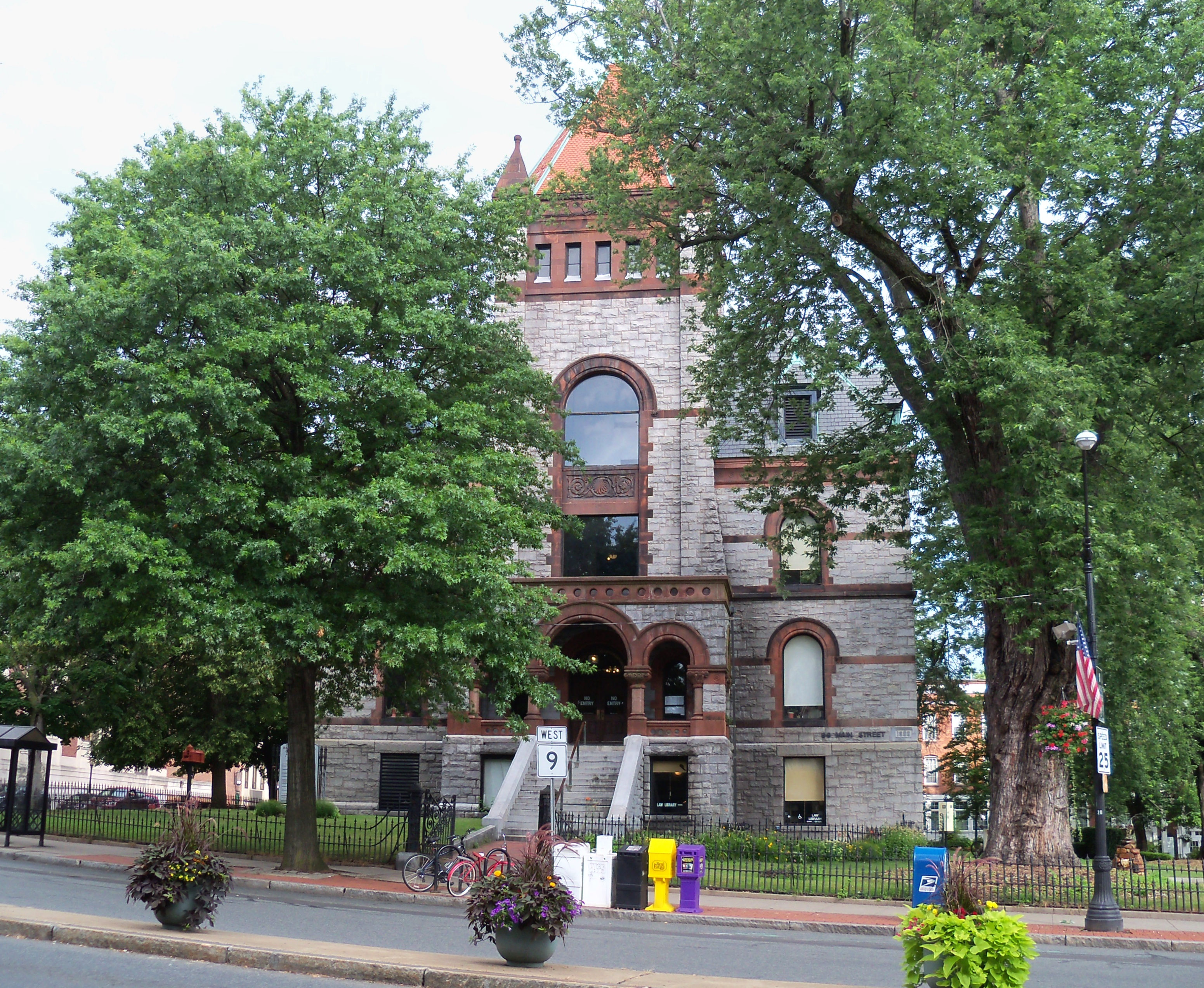
ハンプシャー郡庁舎、建築家ヘンリー・ホブソン・リチャードソン設計

1851年、オペラ歌手で「スウェーデンのナイチンゲール」と称されたジェニー・リンドが、ノーサンプトンを「アメリカの天国」と宣言し、それ以後ノーサンプトンはニックネームを「天国の都市」とした。
1867年、クラーク聾唖学校がノーサンプトンで設立された。これはアメリカ合衆国初の聾者のための恒久的口述学校だった。アレクサンダー・グラハム・ベルとグレース・クーリッジがその校長を務めた。
1871年、女子のためのスミス大学がノーサンプトンに設立された。今日のスミス大学はセブン・シスターズと呼ばれる名門7女子大学の中で最大である。卒業生の中には、詩人のシルヴィア・プラス、フェミニストのグロリア・スタイネム、小説家のマデレイン・レングル、シェフで作家のジュリア・チャイルドがいる。1892年、女子バスケットボールの最初の試合がスミス大学で行われた。
ノーサンプトンは1884年に市として法人化された。
大挙してノーサンプトンに移民して来た国民としては、アイルランド人、ポーランド人、フランス系カナダ人がいた。
アメリカ合衆国大統領カルヴィン・クーリッジがノーサンプトンで弁護士として働き、1910年から1911年には市長も務めた。クーリッジはマサチューセッツ州上院議員、副知事、知事を歴任し、その後に副大統領、大統領となった。1929年に大統領を辞した後はノーサンプトンに戻って来た。1933年1月5日に市内で死んだ。

### 衰退
20世紀半ば、ノーサンプトンは数十年間の経済後退時期を経験し、ラストベルト現象の出現と共に1970年代が底となった。マサチューセッツ州西武は地理的にラストベルトの外にあったが、ノーサンプトンの経済に対して商業と芸術の重要性が脆弱なままとしており、特にスプリングフィールドの工業部門、ホルヨークの製紙業、近くのニューヨーク州都圏地区における大量の工場閉鎖と組み合わされた時に衰退した。

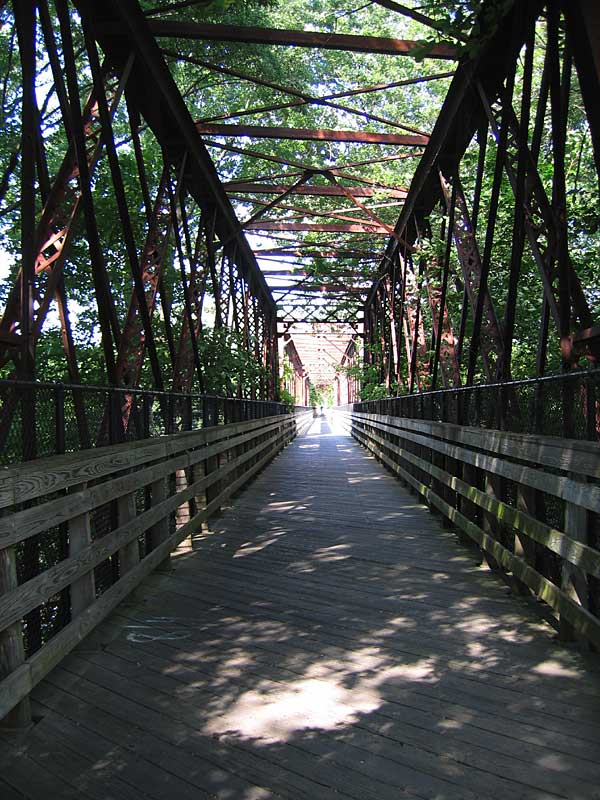
ノーウォタック鉄道トレイルの橋、コネチカット川に架かる

### 文化ルネサンス
今日のノーサンプトンは文化の中心として繁栄し、観光地として集客が増している。多くの折衷的なレストランや、活力ある芸術と音楽のシーンに顧客を惹きつけている。人口1人あたりレストランの数では極めて高く、幅広い民族料理を楽しむことができる。毎週開催される2つのファーマーズマーケットが地元農家からの新鮮な商品を販売している。
1995年から年に2回パラダイスシティ芸術祭を開催している。メモリアルデイ（5月の最終月曜日）の週末とコロンブス・デー（10月の第2月曜日）の週末に3郡催事場で開催される。アメリカでも第1位の芸術祭とされ、現代工芸と美術について全国的審査のある展示会となっている。
現存のオペラハウスであるアカデミー・オブ・ミュージックは、地元制作の演劇会場として運営されている800席の劇場である。アイアン・ホース・ミュージックホール、ノーサンプトン・コミュニティ・ミュージックセンター、アーカディア・プレイアーズも音楽会場として機能している。
スミス大学はマサチューセッツ州西部のパイオニア・バレー地域にある5大学の1つである（他にはハンプシャー大学、アマースト大学、マサチューセッツ大学アマースト校、マウント・ホリヨーク大学）。ノーサンプトンは若者文化が特に活発である。その中心街の通りはカウンターカルチャーの芸術家、ストリートミュージシャン、政治活動家で溢れている。
ノーサンプトンには確立された音楽シーンがある。幾つか生演奏会場がある。カルビン劇場、パインズ劇場、パールストリート、アイアン・ホース・ミュージックホール、ビショップス・ラウンジ、ジ・イレブンス、アカデミー・オブ・ミュージックなどである。この地域を「ホーム」と呼ぶ音楽家やバンドには、レイ・メイソン、ソニック・ユース、エリン・マッキューン、ザ・ニールズ、ヤング@ハート・コーラス、コーデリアズ・ダッド、ファンコホリックスがいる。
毎年夏のジャンゴ・イン・ジューンは、1週間のジプシー・ジャズ
音楽キャンプ（ジャンゴ・キャンプ）や週末のクリニックとコンサートがある。2004年に始められ、スミス大学のキャンパスで行われている。

## 地理と気候
ノーサンプトンはマサチューセッツ州西部のパイオニア・バレー、コネチカット川の岸にある。座標では北緯42度20分 西経72度39分 / 北緯42.333度 西経72.650度座標: 北緯42度20分 西経72度39分 / 北緯42.333度 西経72.650度に位置している。
アメリカ合衆国国勢調査局に拠れば、市域全面積は35.8平方マイル (92.6 km2)であり、このうち陸地34.2平方マイル (88.7 km2)、水域は1.5平方マイル (3.9 km2)で水域率は4.22%である。市域の21%は恒久的に保存されたオープンスペースになっている。
ノーサンプトン市域内にはフローレンスとリーズのビレッジが入っている。
ノーサンプトン市の北はハットフィールドとウィリアムズバーグの各町、西はウェストハンプトン町、東はハドリー町（コネチカット川の対岸）、南はイーストハンプトンと接している。
アール・デコ調カルヴィン・クーリッジ橋がコネチカット川に架かり、ノーサンプトンとハドリーを繋いでいる。アマーストの学園町は、ハドリーの隣、ノーサンプトンからは東に7.86マイル (12.65 km) に位置している。コネチカット川バレーで最も人口が多いスプリングフィールド市は15.74マイル (25.33 km) 南東にある。州都ボストン市は81.57マイル (131.27 km) 東にある。ニューヨーク市は131.28マイル (211.27 km) 南西にある。
コネチカット川の有名なオックスボウはノーサンプトン市内にあり、ノノタック山の麓に位置している。
| ノーサンプトンの気候   | ノーサンプトンの気候 | ノーサンプトンの気候 | ノーサンプトンの気候 | ノーサンプトンの気候 | ノーサンプトンの気候 | ノーサンプトンの気候 | ノーサンプトンの気候 | ノーサンプトンの気候 | ノーサンプトンの気候 | ノーサンプトンの気候 | ノーサンプトンの気候 | ノーサンプトンの気候 | ノーサンプトンの気候 |
| 月                     | 1月                  | 2月                  | 3月                  | 4月                  | 5月                  | 6月                  | 7月                  | 8月                  | 9月                  | 10月                 | 11月                 | 12月                 | 年                   |
| ---------------------- | -------------------- | -------------------- | -------------------- | -------------------- | -------------------- | -------------------- | -------------------- | -------------------- | -------------------- | -------------------- | -------------------- | -------------------- | -------------------- |
| 最高気温記録 °F （°C） | 70 (21)              | 70 (21)              | 85 (29)              | 93 (34)              | 94 (34)              | 98 (37)              | 100 (38)             | 100 (38)             | 99 (37)              | 89 (32)              | 82 (28)              | 72 (22)              | 100 (38)             |
| 平均最高気温 °F （°C） | 33 (1)               | 37 (3)               | 45 (7)               | 58 (14)              | 69 (21)              | 78 (26)              | 82 (28)              | 81 (27)              | 73 (23)              | 62 (17)              | 49 (9)               | 38 (3)               | 58.8 (14.9)          |
| 平均最低気温 °F （°C） | 13 (−11)             | 16 (−9)              | 24 (−4)              | 35 (2)               | 45 (7)               | 55 (13)              | 59 (15)              | 58 (14)              | 49 (9)               | 38 (3)               | 30 (−1)              | 20 (−7)              | 36.8 (2.6)           |
| 最低気温記録 °F （°C） | −30 (−34)            | −27 (−33)            | −17 (−27)            | 11 (−12)             | 24 (−4)              | 32 (0)               | 40 (4)               | 32 (0)               | 25 (−4)              | 12 (−11)             | −4 (−20)             | −20 (−29)            | −30 (−34)            |
| 降水量 inch （mm）     | 3.34 (84.8)          | 3.23 (82)            | 3.57 (90.7)          | 3.87 (98.3)          | 4.14 (105.2)         | 4.10 (104.1)         | 4.03 (102.4)         | 3.76 (95.5)          | 4.19 (106.4)         | 4.64 (117.9)         | 3.83 (97.3)          | 3.44 (87.4)          | 46.14 (1,172)        |
| 出典：Weather.com      |                      |                      |                      |                      |                      |                      |                      |                      |                      |                      |                      |                      |                      |

## 人口動態
以下は2010年国勢調査による人口統計データである。
| 基礎データ - 人口: 28,549 人 - 世帯数: 12,000 世帯 - 家族数: 5,895 家族 - 人口密度: 321.6人/km2（833.7 人/mi2） - 住居数: 12,728 軒 - 住居密度: 139.0軒/km2（360.0 軒/mi2） 人種別人口構成 - 白人: 87.7% - アフリカン・アメリカン: 2.7% - ネイティブ・アメリカン: 0.3% - アジア人: 4.1% - 太平洋諸島系: 0.1% - その他の人種: 2.4% - 混血: 2.7% - ヒスパニック・ラテン系: 6.8% 年齢別人口構成 - 18歳未満: 20.7% - 18-24歳: 9.8% - 25-44歳: 25.7% - 45-64歳: 30.2% - 65歳以上: 13.5% - 年齢の中央値: 40歳 - 性比（女性100人あたり男性の人口） - 総人口: 75.8 - 18歳以上: 71.9 | 世帯と家族（対世帯数） - 18歳未満の子供がいる: 21.5% - 結婚・同居している夫婦: 34.6% - 未婚・離婚・死別女性が世帯主: 11.3% - 非家族世帯: 50.9% - 単身世帯: 37.2% - 65歳以上の老人1人暮らし: 10.2% - 平均構成人数 - 世帯: 2.12人 - 家族: 2.81人 収入と家計 - 収入の中央値 - 世帯: 56,999米ドル - 家族: 80,179米ドル - 性別 - 男性: 40,470米ドル - 女性: 32,003米ドル - 人口1人あたり収入: 33,440米ドル - 貧困線以下 - 対人口: 13.5% - 対家族数: 7.8% - 18歳未満: 15.1% - 65歳以上: 7.2% |

2000年国勢調査をもとに、ウェブサイトのエポダンクによるゲイ指数に拠れば、ノーサンプトンの点数は全国平均を100として535点になる。すなわちノーサンプトン市には全国平均の5.35倍の同性未婚世帯があることになる。

## 市政府
2022年11月時点でジーナ＝ルイーズ・シアラが市長である。市長経験者の中には元アメリカ合衆国大統領カルヴィン・クーリッジや、1954年から1960年まで務めたジェイムズ・"ビッグ・ジム"・カヒレインがいた。有名な判事ショーン・M・ダンフィはこれまで最も若い28歳の時に市長に選出された。
パラダイス・シティ・フォーラムは、2001年11月に設立され、地域社会の無党派検討機関になっている。
| 民主党   | 10,066 | 49.49% |
| 共和党   | 994    | 4.89%  |
| 無党派   | 8,998  | 44.24% |
| 少数政党 | 280    | 1.38%  |
| 合計     | 20,338 | 100%   |

## 交通

### 空港
航空の国内便とある程度の国際便は、64キロメートル南のコネチカット州ウィンザーロックスにあるブラッドレー国際空港を利用できる。一般用途のノーサンプトン空港（コード"7B2"）には長さ1,026メートル、幅15メートルの滑走路があり、中心街から2.4キロメートルにある。

### 鉄道

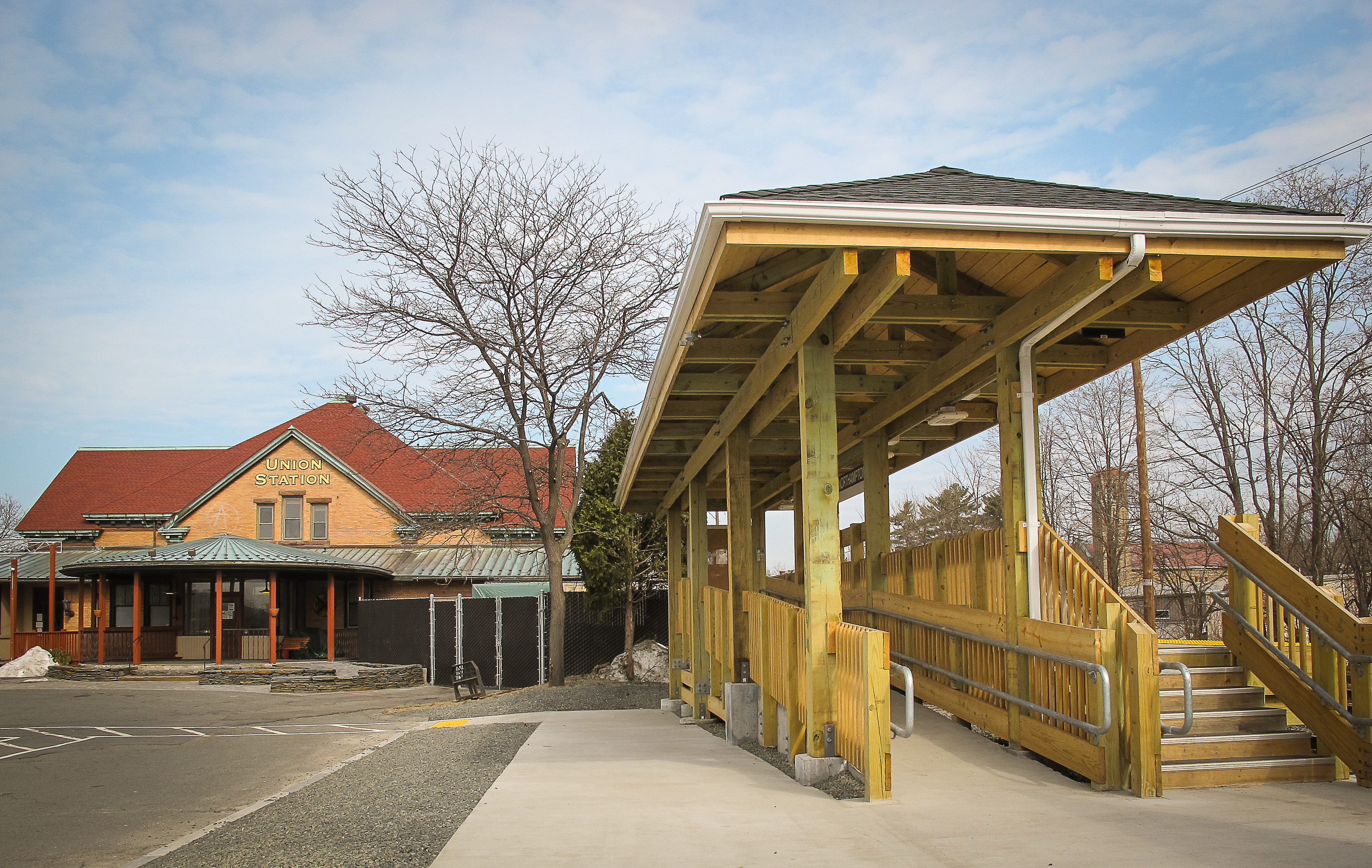
ノーサンプトン・ユニオン駅

市内を通る貨物鉄道線はパンナム鉄道が運行している。
アムトラックのノーサンプトン・ユニオン駅はプレザントストリート170にある。ノーサンプトン・ユニオン駅にはセントオールバンズとワシントンD.C.間の昼行長距離列車ヴァーモンター号が1日1往復停車する。2014年12月29日にヴァーモンター号が経路変更により、当駅に停車するようになった。
かつてアムトラックの列車モントリオーラー号が1988年までノーサンプトンを通っていた。2009年アメリカ復興・再投資法では鉄道のために80億ドルが手当てされており、その内7,000万ドルがアムトラックの列車ヴァーモンター号の経路修正に使われることとなった。ヴァーモンター号は、2014年12月28日までスプリングフィールドからパーマーを経由してバーモント州ブラトルボロに行っていたが、2014年12月29日にノーサンプトンとグリーンフィールドを通って直線的なモントリオーラー号の経路を辿ることになった。ヴァーモンター号は当駅に停車するほかにグリーンフィールド駅とホルヨーク駅でも停車する。

### バス
パイオニア・バレー交通局がノーサンプトンを初めとする地方旅客バス便を運行しており、アマースト、ウィリアムズバーグ、ハドリー、サウスハドリー、ホルヨークへ、さらには近くの大学やカレッジへの定期便がある。すなわちマウント・ホリヨーク大学、アマースト大学、マサチューセッツ大学アマースト校、ハンプシャー大学である。フランクリン地域交通局がグリーンフィールド行きのバス便を運行している。ピーターパン・バスラインズのバス停があり、スプリングフィールド、ボストンなどニューイングランド各地に行くことができる。バーモント交通線のバスもこの停留所を使っている。

### 道路
市内のコネチカット川にそって中心街の東に州間高速道路91号線が通っている。アメリカ国道5号線、マサチューセッツ州道9号線、同10号線も中心街を通っている。州道66号線も一部市内を通っている。
ノーサンプトン市は中心街と接続路で毎日道路が渋滞しており、遅れを生むことが多い。近くのアマーストへは1つの橋、1つの道路しかない。狭いメインストリートは不安全な運転に繋がり、歩行者にとって危険である。市は問題の多い交差点を再設計し、交通カメラを装備することで昔からの問題を解決しようとしている。
ノーサンプトンは、現在増加しつつあるレイルトレイル・ネットワークのハブとして機能している。南北方向のマンハン・レイルトレイルは中心街から隣接するイーストハンプトンに伸びており、ファーミントン運河トレイルの一部としてコネチカット州ニューヘイブンまで延ばす計画である。ノーウォタック・レイルトレイルはウッドモント道路から東に、ハドリー、アマーストを通ってベルチャータウンまで伸びており、将来はセントラル・マス・レイルトレイルと合流してボストンと結ぶ予定である。西にはノーサンプトン・バイクウェイが、市内のフローレンスやリーズ地区を繋いでおり、その途中には歴史あるルック公園もある。中心街では混雑したキング通りとメインストリートの代替路にもなっている。

## 教育

### 公立学校
ノーサンプトンの公立学校は、小学校（幼稚園から5年生）4校、中学校（6年生から8年生）1校、高校（9年生から12年生）1校があり、職業訓練校（（9年生から12年生）1校もある。市内と周辺の町にはチャータースクールと私立学校が幾つかある。

### 高等教育機関
市内にスミス大学がある。スミス大学の学生は（ファイブ・カレッジの学生と共に）ノーサンプトン市の学園町の雰囲気づくりに貢献している。

### クラーク聾唖学校
クラーク聾唖学校がノーサンプトン市内にある。

## メディア
「ザ・デイリー・ハンプシャー・ガゼット」がノーサンプトンを本拠とする日刊紙であり、ハンプシャー郡とフランクリン郡をカバーしている。
市内では3つの商業ラジオ局に免許を出している。その他低出力コミュニティ・ラジオ局もあり、バレー・フリー・レイディオが所有し、運営している。2005年8月に市内と郡周辺のボランティア400人以上によって設立された。
ノーサンプトン・コミュニティ・テレビも市内にあり、1980年代半ばから様々な形態を採ってきたが、2006年に急激な変化を経験し、独自に非営利コミュニティ・メディアセンターを運営するようになった。

## 見どころ

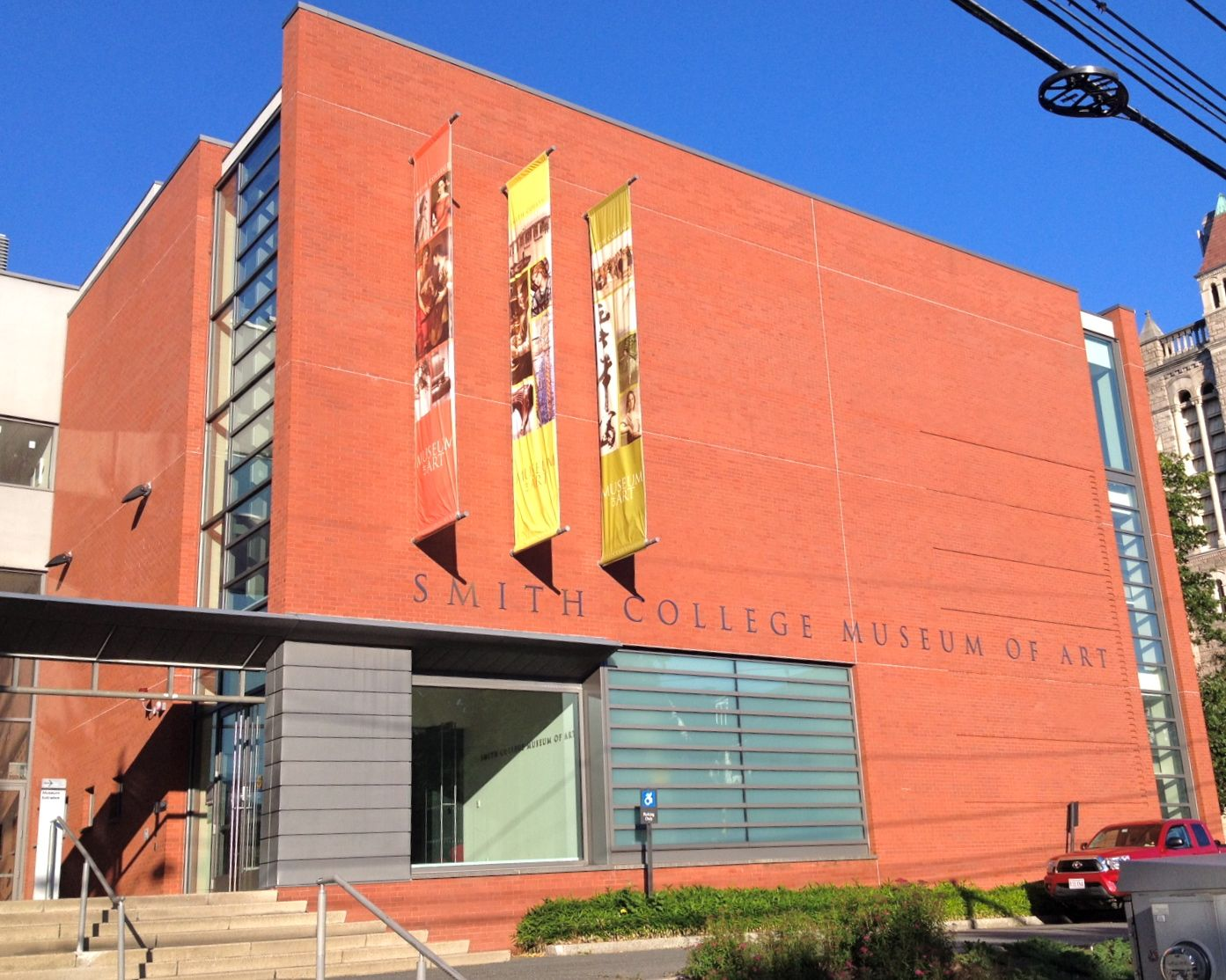
スミス大学美術館

- 第一教会[50]、メインストリート沿い。18世紀の神学者、哲学者、第一次大覚醒の指導者であるジョナサン・エドワーズが務めた教会
- スミス大学、1871年設立の女子大学 (セブン・シスターズと呼ばれる名門7女子大学の1つ）。マサチューセッツ州西部ファイブ・カレッジの1つ
- クラーク・ヒアリングとスピーチの学校（正式にはクラーク聾唖学校）、口述教育（スピーチと読唇術、アメリカ手話に対抗）に特化、毎年サマーキャンプを行う。そのテーマは夏ごとにことなる。1867年にコネチカット川バレーを見下ろすラウンドヒル道路に設立された、国内初の聾者向け口述学校でもある
- エルム通り/ラウンドヒル歴史地区、エルム通りのステート通り交差点からほぼ1マイル (1,600 m) 西にウッドローン・アベニューまで続く、ラウンドヒル道路の一部も含む[51]。18世紀コロニアル様式から現代建築まで幅広い建築様式が見られる。アン女王様式やコロニアル復古調などの家屋が多い
- コネチカット川とオックスボウ、ボート愛好家に人気がある
- ノーサンプトン市域の21%が保護されたオープンスペースである。ブロード・ブルック/フィッツジェラルド湖保護地域、コネチカット川グリーンウェイ（エルウェルとレインボービーチ）、ミル川グリーンウェイ、ミネラルヒルズ保護地域、ソーミルヒルズ/ロバーツヒル保護地域[35]
- ルック公園、1930年に設立された150エーカー (600,000 m²) のレクリエーション公園。 フランク・ニューホール・ルックの遺志に従い、徒歩と自転車で来る人には無料。ルックは土地を市に渡し、大衆が常に自由に使えるよう要請した。駐車場は1日利用料の場合と年間会員利用料がある。ボブ・ディランのようなミュージシャンが公園内の円形劇場で公演したことがある。
- 子供公園、 クーリー・ディキンソン病院に近い静かな40エーカー (160,000 m²) の市立公園。2つの池、庭園、薔薇園、イタリア式庭園ハウスがある
- スミス大学植物園、樹木、潅木、植物の多様な屋外収集と、熱帯、亜熱帯、砂漠地域の保護植物の収集。屋内温室もある
- ミル川グリーンウェイ[52]、スミス大学とノーサンプトンの地区であるベイステイトビレッジにあるミル川沿いの土地にある歩道。スミス大学のボート小屋と桟橋に近く川の誤解を生みそうな名前に基づきパラダイス池トレイルと呼ばれることもある
- ノーサンプトンはレイルトレイルのハブである。ノーウォタック・レイルトレイルは、ノーサンプトンのフローレンス、リーズ、中心街からアマーストやベルチャータウンまで18マイル (29 km) 伸びている。マンハン・レイルトレイルはノーウォタック・レイルトレイルからノーサンプトンとイーストハンプトンを通って、サウサンプトンまで8マイル (13 km) 伸びている。その他のレイルトレイルの延伸は計画段階にある
- 3つの郡祭[53]、国内でも最も長く連続して開催されている農業祭、1818年に始められた
- カルビン・シアター、アイアン・ホース・ミュージックホール、パール通りナイトクラブ、ノーサンプトンの音楽シーンの舞台となる多くの公演会場の中の3つ
- アカデミー・オブ・ミュージック、1890年にエドワード・H・R・ライマンが建設。アメリカ合衆国で唯一自体が所有する劇場であり、そのようにした最初のものとなった。ボリス・カーロフやハリー・フーディーニがここで演技した。フーディーニはこの劇場の仕掛けドアを作った。今日では音楽会場、映画館、演劇場として使われている
- ノーサンプトン独立映画祭[54] (NIFF)、毎年秋に開催。1995年にハワード・ポロンスキーとディー・デジェイソが始めた。様々な監督の下に成長し続けている。ニューイングランドでは最大級の映画祭になっている
- フォーブス図書館[55]、1894年建設、ノーサンプトンの公共図書館。二階はカルヴィン・クーリッジ大統領図書館となっている。図書館学での重要人物チャールズ・アミ・カッターがこの図書館の初代支配人だった
- ミラージュ・スタジオ、 ティーンエイジ・ミュータント・ニンジャ・タートルズの制作者。このシリーズで、タートルズとケイシー・ジョーンズがノーサンプトンにあるジョーンズの祖母の農園を訪れる
- ノーサンプトン・コミュニティ音楽センター (NCMC)の学生[56] 、毎年5月には音楽で通りを埋める
- LGBT プライド[57]、毎年5月の第1土曜日、レズビアン、ゲイ、バイセクシャル、トランスジェンダーのプライドマーチとラリー、メインストリートの華美なパレードで終わる
- ノーサンプトン中心街のソーンズ・マーケットプレイス、多くの店舗や食堂がある
- ノーサンプトン州立病院、大規模な精神科病院、1856年建設、幾つか放棄された建物が残っているが、敷地の多くは再開発された
- 市を見下ろす小さな丘、元はノーサンプトン州立病院があった、簡素な石碑が1806年に誤って殺人の罪で絞首刑にされたアイルランド人、ドミニク・デイリーとジェイムズ・ハリガンの処刑場所を示している[22]
- パイオニア・バレー・ローラーダービー、最初の男女両用フラットトラック・ローラーダービー・リーグ、フローレンス・ビレッジにある

## 大衆文化の中で
- 小説家ヘンリー・ジェイムズの1875年の作品『ロデリック・ハドソン』では、主人公ハドソンの誕生地がノーサンプトンである[58]
- ティーンエイジ・ミュータント・ニンジャ・タートルズの幾つかの話の舞台になっている。特に最初のミラージュ・コミックや2003年のテレビアニメがそうだった。1990年の実写映画では、町の名前こそ出てこないが、ノーサンプトンが登場している。ミラージュ・スタジオの本部もある[59]最近ではIDWパブリッシングによる漫画シリーズにも登場している
- 1966年の映画『バージニア・ウルフなんかこわくない』は、1965年秋にノーサンプトンとその周辺で撮影された[60]撮影が無い時は、エリザベス・テイラーとリチャード・バートンが、しばしばノーサンプトンのアカデミー・オブ・ミュージックを訪れ、バルコニーに座って映画を見ていた
- ノーサンプトンで撮影されたその他の映画としては、アカデミー賞を獲得した『 サイダーハウス・ルール』（1999年）、『冷たい月を抱く女』（1993年、ニコール・キッドマンとアレック・ボールドウィンが主演）、『IN DREAMS/殺意の森』（1999年、with アネット・ベニングとロバート・ダウニー・Jrが主演）、『シルヴィア』（2003年、グウィネス・パルトロー主演）がある[61]
- 2010年の映画『復讐捜査線』は2008年10月にノーサンプトンと周辺で撮影された[62]
- 作家トレイシー・キダーはそのノンフィクション『ホームタウン』で20世紀末のノーサンプトン社会で多くの階層を描いた
- ウェブコミックの『Questionable Content』とミニマリスト・スティック・フィギュア・シアターは[63]主にノーサンプトンで起きている
- アーティストのジェフリー・ローランズはノーサンプトンで家を建て、その漫画『Overcompensating』で有名である
- オーガステン・バロウズが奇想天外な子供時代を描いた2002年の小説『ハサミを持って突っ走る』の中で、主たる出来事はノーサンプトンで起きている
- ミステリー作家アーチャー・メイヤーの作品『天国の都市』は、ノーサンプトンで宝石泥棒の環を中心に据え、地域とその歴史が言及されている